# Музей националистических сил в Балыкесире
Музей националистических сил в Балыкесире (тур. Balıkesir Kuva-yi Milliye Müzesi) — музей в городе Балыкесир (Турция), посвящённый нерегулярным Националистическим силам (тур. Kuvâ-yi Milliye), сформированным в ходе Турецкого национального движения во время Войны за независимость Турции (1919—1923).

## История
В 1840 году на месте нынешнего музея был построен особняк Гиридизаде Мехмет-паши, казначея санджака Карасы. Когда в 1900 году он сгорел, внук казначея Халил-паша возвёл новый особняк. Именно он во время Войны за независимость Турции служил местом встречи для местных националистических сил. На следующий день после начала оккупации Смирны 15 мая 1919 года видные жители Балыкесира собрались в этом особняке, где сформировали Националистические силы для борьбы с интервентами. Особняк также служил штабом Второго корпуса вооружённых сил и генерала Али Хикмета Айердема.
С 1946 года здание использовалось городской администрацией Балыкесира. В 1985—1986 годах муниципальный совет принял решение переоборудовать здание в музей, посвящённый Националистическим силам. Согласно документу, подписанному между муниципалитетом и властями ила Балыкесир, право пользования зданием было передано на неопределённый срок Министерству культуры и туризма Турции.
Реставрационные работы в здании начались после назначения директора музея. Музей открылся 6 сентября 1996 года. Впоследствии была произведена ревизия и реорганизации музея и его экспонатов, после которых он вновь открылся 26 декабря 2008 года.

## Музей
Музей располагается в двухэтажном османском доме, каждый этаж которого имеет площадь в 120 м². Собрание музея состоит из двух отделов. На первом этаже выставлены документы, фотографии и личные вещи 41 горожанина, которые были инициаторами создания Националистических сил в Балыкесире. Кроме того, там представлены фотографии, сделанные во время визита Мустафы Кемаля Ататюрка в город 6 февраля 1923 года. На втором этаже находится коллекция археологических и этнографических артефактов, обнаруженных в Балыкесире и его окрестностях.